# Bad Boy
„Bad Boy” este un cântec R&B al interepretei belgiene Hadise. Piesa a fost lansată ca cel de-al cincilea disc single al artistei, fiind inclus pe albumul său de debut, Sweat. „Bad Boy” a debutat pe locul 39 în Flandra, urcând până pe locul 22.

## Clasamente
| Clasament                 | Poziția maximă | Referință |
| ------------------------- | -------------- | --------- |
| Ultratop 50 Singles Chart | 22             | [ 2 ]     |

## Lista cântecelor
Disc single distribuit în Belgia
1. „Bad Boy”
2. „Su Halimi”